# Rumble Pak

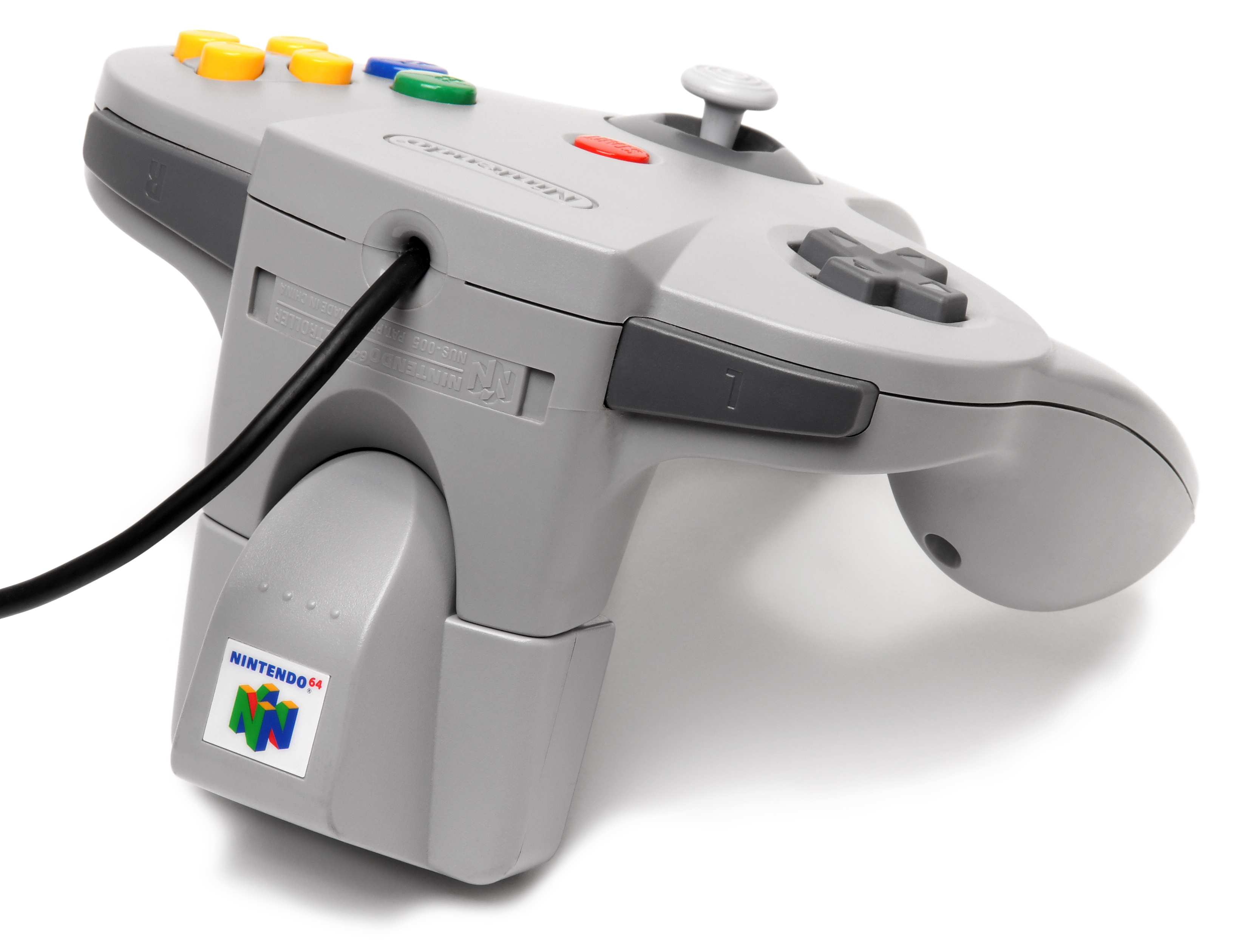
En handkontroll med tillbehöret Rumble Pak.

Rumble Pak är ett tillbehör som lanserades till spelkonsolen Nintendo 64 i mars 1997, och i Nordamerika i slutet av juni samma år. Med Rumble Pak kan spelaren få handkontrollen att skaka, exempelvis vid explosioner i TV-spelet. Andra versioner av Rumble Pak finns även till Nintendo DS och Nintendo DS Lite. Vibratorfunktionen finns även inbyggd i vissa spel som till exempel Star Wars: Episode I: Racer till Game Boy Color. Tekniken bygger på användandet av en elektrisk motor på vars axel det sitter en asymmetrisk vikt, när motorn startas uppstår vibrationer på grund av den obalanserade vikten. Liknande funktioner finns även inbyggda i handkontrollerna till GameCube och Wii. En Rumble Pak drivs av två stycken AAA-batterier.

### Fotnoter
1. ↑  ”Rumble Pak Titles On the Rise” (på engelska). Gamgespot. 23 maj 1997. https://www.gamespot.com/articles/rumble-pak-titles-on-the-rise/1100-2466717/. Läst 28 september 2017.